# 涼宮ハルヒの憂鬱 キャラクターソング
「涼宮ハルヒの憂鬱 キャラクターソング」（すずみやハルヒのゆううつ キャラクターソング）は、2006年7月5日から2007年2月21日にかけてLantisより発売された一連のシングルである。シングルに収録されている楽曲が収録されている2009年8月5日に発売されたベスト・アルバム『涼宮ハルヒの記録』、2009年9月30日から12月9日にかけて発売された「涼宮ハルヒの憂鬱 新キャラクターソング」についても本項で記述する。

## 概要
テレビアニメ『涼宮ハルヒの憂鬱』のキャラクターソング。2006年7月5日から2007年2月21日にかけて計9枚がリリースされた。
初動売上枚数は、最低でも1万枚（Vol.8 古泉一樹）以上と従来のキャラクターソングシングルを大きく上回る売り上げを記録しており、オリコン10位以内にランクインすることもしばしばあった。
CDケースの表紙にはキャラクターが皆振り返った体勢で描かれており、単純にキャラクター紹介をするためだけに表紙の絵のみが用いられることもしばしばある。

### Vol.1 涼宮ハルヒ
2006年7月5日発売。歌は平野綾で、「ハレ晴レユカイ」のボーカルは平野のみ。
収録曲
1. パラレルDays [4:19]
作詞：畑亜貴、作曲：藤田淳平、編曲：鈴木マサキ
2. SOSならだいじょーぶ [3:46]
作詞：畑亜貴、作曲：宮崎誠、編曲：宅見将典
3. ハレ晴レユカイ [3:38]
作詞：畑亜貴、作曲：田代智一、編曲：安藤高弘
4. パラレル Days（オフボーカル）
5. SOS ならだいじょーぶ（オフボーカル）
6. ハレ晴レユカイ（オフボーカル）

### Vol.2 長門有希
2006年7月5日発売。歌は茅原実里で、『ハレ晴レユカイ』のボーカルは茅原のみ。
茅原にとってランティスで歌手活動を行うきっかけになった作品であり、制作にあたっては当初「長門有希は歌うのか?」という議論がありボーカルを入れず制作する案もあったものの、涼宮ハルヒ・朝比奈みくるのボーカル楽曲が制作されたことを踏襲し長門のイメージソングとして作る方向性で制作された。
収録曲
1. 雪、無音、窓辺にて。 [4:28]
作詞：畑亜貴、作曲：田代智一、編曲：上松範康
2. SELECT? [4:20]
作詞：畑亜貴、作曲：白瀧じゅん、編曲：星野純一・myu
3. ハレ晴レユカイ [3:36]
作詞：畑亜貴、作曲：田代智一、編曲：安藤高弘
4. 雪、無音、窓辺にて。(off vocal)
5. SELECT?(off vocal)
6. ハレ晴レユカイ(off vocal)

### Vol.3 朝比奈みくる
2006年7月5日発売。歌は後藤邑子で、「ハレ晴レユカイ」のボーカルは後藤のみ。
収録曲
1. 見つけて Happy Life [3:55]
作詞：畑亜貴、作曲・編曲：橋本由香利
2. 時のパズル [4:21]
作詞：畑亜貴、作曲：田代智一、編曲：藤田淳平
3. ハレ晴レユカイ [3:36]
作詞：畑亜貴、作曲：田代智一、編曲：安藤高弘
4. 見つけて Happy Life（オフボーカル）
5. 時のパズル（オフボーカル）
6. ハレ晴レユカイ（オフボーカル）

### Vol.4 鶴屋さん
2006年12月6日発売。歌は松岡由貴。
収録曲
1. 青春いいじゃないかっ
作詞：畑亜貴、作曲:山下義彦、編曲：菊谷知樹
2. めがっさ好奇心
作詞：畑亜貴、作曲：小松一也、編曲：鈴木マサキ
3. ハレ晴レユカイ 〜Ver.鶴屋さん〜
作詞：畑亜貴、作曲：田代智一、編曲：安藤高弘
4. 青春いいじゃないかっ（オフボーカル）
5. めがっさ好奇心（オフボーカル）

### Vol.5 朝倉涼子
2006年12月6日発売。歌は桑谷夏子。このシングルのジャケットのみ、名字が先で名前が後である（名前が先で名字が後であるジャケットも存在し、それ以外のシングルのジャケットはフルネームが判明していない「鶴屋さん」「キョンの妹」「キョン」を除いて、名前が先で名字が後である）。
収録曲
1. 小指でぎゅっ!
作詞：畑亜貴、作曲：田村信二、編曲：近藤昭雄
2. COOL EDITION
作詞：畑亜貴、作曲：井出泰彰、編曲：藤田淳平
3. ハレ晴レユカイ 〜Ver.朝倉涼子〜
作詞：畑亜貴、作曲：田代智一、編曲：安藤高弘
4. 小指でぎゅっ!（オフボーカル）
5. COOL EDITION（オフボーカル）

### Vol.6 キョンの妹
2007年1月24日発売。歌はあおきさやか。
収録曲
1. 妹わすれちゃおしおきよ
作詞：畑亜貴、作曲：鈴木盛広、編曲：yo
2. ハレ晴レユカイ 〜Ver.キョンの妹〜
作詞：畑亜貴、作曲：田代智一、編曲：yo
3. 妹わすれちゃおしおきよ（オフボーカル）
4. ハレ晴レユカイ 〜Ver.キョンの妹〜（オフボーカル）

### Vol.7 喜緑江美里
2007年1月24日発売。歌は白鳥由里。
収録曲
1. fixed mind
作詞：畑亜貴、作曲：冨田暁子、編曲：虹音
2. ハレ晴レユカイ 〜Ver.喜緑江美里〜
作詞：畑亜貴、作曲：田代智一、編曲：近藤昭雄
3. fixed mind（オフボーカル）
4. ハレ晴レユカイ 〜Ver.喜緑江美里〜（オフボーカル）

### Vol.8 古泉一樹
2007年2月21日発売。歌は小野大輔。
収録曲
1. まっがーれ↓スペクタクル [3:49]
作詞：畑亜貴、作曲・編曲：金井江右
2. ハレ晴レユカイ 〜Ver.古泉一樹〜 [5:06]
作詞：畑亜貴、作曲：田代智一、編曲：菊谷知樹
3. まっがーれ↓スペクタクル（オフボーカル）
4. ハレ晴レユカイ 〜Ver.古泉一樹〜（オフボーカル）

### Vol.9 キョン
2007年2月21日発売。歌は杉田智和。
収録曲
1. 倦怠ライフ・リターンズ! （コーラス：涼宮ハルヒ=平野綾） [3:34]
作詞：畑亜貴、作曲・編曲：菊谷知樹
2. ハレ晴レユカイ 〜Ver.キョン〜 [5:08]
作詞：畑亜貴、作曲：田代智一、編曲：菊谷知樹
3. 倦怠ライフ・リターンズ! （コーラス：涼宮ハルヒ=平野綾）（オフボーカル）
4. ハレ晴レユカイ 〜Ver.キョン〜（オフボーカル）

### 涼宮ハルヒの記録
2009年8月5日にLantisより発売された、上記キャラクターソングを収録したベスト・アルバム。『涼宮ハルヒの記憶』と同時発売された。
各シングル収録曲のうち、「ハレ晴レユカイ」を除いたキャラクターソング、計14曲が収録されている。オフボーカル版は収録されていない。
収録曲
1. パラレルDays [4:15]
歌：涼宮ハルヒ（平野綾）
作詞：畑亜貴、作曲：藤田淳平、編曲：鈴木マサキ
2. SOSならだいじょーぶ [3:44]
歌：涼宮ハルヒ（平野綾）
作詞：畑亜貴、作曲：宮崎誠、編曲：宅見将典
3. 雪、無音、窓辺にて。 [4:26]
歌：長門有希（茅原実里）
作詞：畑亜貴、作曲：田代智一、編曲：上松範康
4. SELECT? [4:19]
歌：長門有希（茅原実里）
作詞：畑亜貴、作曲：白瀧じゅん、編曲：星野純一・myu
5. 見つけて Happy Life [3:55]
歌：朝比奈みくる（後藤邑子）
作詞：畑亜貴、作曲・編曲：橋本由香利
6. 時のパズル [4:18]
歌：朝比奈みくる（後藤邑子）
作詞：畑亜貴、作曲：田代智一、編曲：藤田淳平
7. 青春いいじゃないかっ [4:07]
歌：鶴屋さん（松岡由貴）
作詞：畑亜貴、作曲:山下義彦、編曲：菊谷知樹
8. めがっさ好奇心 [5:12]
歌：鶴屋さん（松岡由貴）
作詞：畑亜貴、作曲：小松一也、編曲：鈴木マサキ
9. 小指でぎゅっ! [4:35]
歌：朝倉涼子（桑谷夏子）
作詞：畑亜貴、作曲：田村信二、編曲：近藤昭雄
10. COOL EDITION [3:44]
歌：朝倉涼子（桑谷夏子）
作詞：畑亜貴、作曲：井出泰彰、編曲：藤田淳平
11. 妹わすれちゃおしおきよ [3:34]
歌：キョンの妹（あおきさやか）
作詞：畑亜貴、作曲：鈴木盛広、編曲：yo
12. fixed mind [5:04]
歌：喜緑江美里（白鳥由里）
作詞：畑亜貴、作曲：冨田暁子、編曲：虹音
13. まっがーれ↓スペクタクル [3:49]
歌：古泉一樹（小野大輔）
作詞：畑亜貴、作曲・編曲：金井江右
14. 倦怠ライフ・リターンズ! [3:32]
歌：キョン（杉田智和）
作詞：畑亜貴、作曲・編曲：菊谷知樹

## 涼宮ハルヒの憂鬱 新キャラクターソング
テレビアニメ『涼宮ハルヒの憂鬱』の2009年版キャラクターソング。2009年9月30日から12月9日まで発売された。
今回は、アニメ本編の2009年版新作で登場頻度の低かったキョンの妹、および1度も登場しなかった朝倉涼子、喜緑江美里が外され、前回発売されなかった谷口が発売された。

### Vol.1 涼宮ハルヒ（2009年版）
2009年9月30日に『朝比奈みくる』、『長門有希』と同時発売。
収録曲
1. Punkish regular [3:22]
作詞：畑亜貴、作曲・編曲：黒須克彦
2. その日空はきっと青い [4:01]
作詞：畑亜貴、作曲・編曲：nishi-ken
3. Punkish regular（off vocal）
4. その日空はきっと青い（off vocal）

### Vol.2 長門有希（2009年版）
2009年9月30日に『涼宮ハルヒ』、『朝比奈みくる』と同時発売。
収録曲
1. under“Mebius” [5:08]
作詞：畑亜貴、作曲：Tatsh、編曲：tetsu-yeah
2. 通過地点のMUSICA [3:49]
作詞：畑亜貴、作曲・編曲：高田暁
3. under“Mebius”（off vocal）
4. 通過地点のMUSICA（off vocal）

### Vol.3 朝比奈みくる（2009年版）
2009年9月30日に『涼宮ハルヒ』、『長門有希』と同時発売。
収録曲
1. えっと…リターンズしてリベンジ! [3:55]
作詞：畑亜貴、作曲：伊藤真澄、編曲：虹音
2. ヘンですコワイですっ [3:52]
作詞：畑亜貴、作曲：綾原圭二、編曲：安藤高弘
3. えっと…リターンズしてリベンジ!（off vocal）
4. ヘンですコワイですっ（off vocal）

### Vol.4 古泉一樹
2009年11月18日に発売。10月21日に発売予定であったが、延期となった。
収録曲
1. 「つまらない話ですよ」と僕は言う [4:25]
作詞：畑亜貴、作曲・編曲：金井江右
2. ただの秘密 [4:40]
作詞：畑亜貴、作曲・編曲：山口朗彦
3. 「つまらない話ですよ」と僕は言う（off vocal）
4. ただの秘密（off vocal）

### Vol.5 キョン
2009年10月21日から延期され11月18日に『古泉一樹』と同時発売予定であったが、12月9日に再度延期となり、『鶴屋さん』・『谷口』と同時発売された。
収録曲
（全作詞：畑亜貴、作曲・編曲：菊谷知樹）
1. ホモ・サピエンス・ラプソディ [4:21]
2. だがそれだけじゃない [3:49]
3. ホモ・サピエンス・ラプソディ（off vocal）
4. だがそれだけじゃない（off vocal）

### Vol.6 鶴屋さん
2009年12月9日発売。11月25日に『谷口』と同時発売予定であったが、『キョン』の発売日延期に伴い、こちらも延期となった。
収録曲
1. 祭って祭って! いらっしゃ〜い [3:20]
作詞：畑亜貴、作曲：伊藤真澄、編曲：菊谷知樹
2. お騒がせのジ・エンド [3:41]
作詞：畑亜貴、作曲：yozuca*、編曲：菊谷知樹
3. 祭って祭って! いらっしゃ〜い（off vocal）
4. お騒がせのジ・エンド（off vocal）

### Vol.7 谷口
2009年12月9日発売。11月25日に『鶴屋さん』と同時発売予定であったが、『キョン』の発売日延期に伴い、こちらも延期となった。また上記でも述べている通り、この谷口に関しては、旧キャラソンは発売されておらず唯一今回が初登場である。
収録曲
（全作詞：畑亜貴、作曲・編曲：菊谷知樹）
1. 人生の主役コール! [3:30]
2. 友達としてはソレが [3:52]
3. 人生の主役コール!（off vocal）
4. 友達としてはソレが（off vocal）